# Мара (река)
Вижте пояснителната страница за други значения на Мара.
Мара е река в Кения и Танзания.
Дълга е около 395 км. Извира в централната част на Танзания. От извора си реката тече в югозападна посока.
Площта на водосборния басейн е 13 504 km². Около 65 % от него се намира в Кения, а останалите 35 % са в Танзания.
Дава името на националния парк „Масаи Мара“. Тя е естествена преграда, която редовно е преодолавяна при сезонната миграция на тревопасните бозайници.
| Портал | Портал „Африка“ съдържа още много статии, свързани с Африка. Можете да се включите към Уикипроект „Африка“. |